# Idris purus
Idris purus är en stekelart som beskrevs av Kononova och Pyotr N.Petrov 1993. Idris purus ingår i släktet Idris och familjen Scelionidae. Inga underarter finns listade i Catalogue of Life.